# 互聯網死亡論
互聯網死亡論是一種阴谋论，它認為互联网已由机器人活动和自动生成的内容组成，边缘化了人类活动。有人認為，早在2016年或2017年左右，互聯網就已經“死亡”，但這被視為一種陰謀論。 

## 起源和發展
互聯網死亡論這一个理论概念，出现在20世纪末和21世纪初。 它的灵感来自对互联网日益复杂、且依赖弱基础设施，以及担忧潜在的网络攻击和系統漏洞。 该理论在科技爱好者、研究人员和未来学家的讨论中获得了关注，他们试图探索人类对互联网的依赖这一方面的潜在风险。 
虽然很难确定该理论的确切起源，但据信随着互联网越来越多地融入现代生活的各个方面，它已经受到更多的关注和认同。围绕该理论的讨论和辩论在在线论坛、技术会议和学术界中很普遍。  